# Wilhelm Killmayer
Wilhelm Killmayer (21. srpna 1927 Mnichov – 20. srpna 2017) byl německý hudební skladatel a dirigent.

## Život
Wilhelm Killmayer se narodil 21. srpna 1927 v Mnichově. V letech 1945–1951 studoval hudbu na hudebním semináři Hermanna Wolfganga von Waltershausena a muzikologii na mnichovské univerzitě u Rudolfa von Fickera a Waltra Riezlera. Po roce 1951 byl soukromým žákem Carla Orffa. V roce 1953 pak navštěvoval jeho mistrovský kurz na Státní vysoké škole hudební (Staatliche Musikhochschule). Dvakrát byl stipendistou Německé akademie Villa Massimo v Římě (Deutsche Akademie Rom Villa Massimo).
Od roku 1955 působil jako učitel kontrapunktu a hudební teorie na Konzervatoři Richarda Strausse v Mnichově (Richard-Strauss-Konservatorium München). V roce 1961 se stal dirigentem baletu Bavorské státní opery. V letech 1973–1992 byl profesorem kompozice na Vysoké hudební škole.
Po svém odchodu do důchodu v roce 1992 žil střídavě v Mnichově a Chiemsee.

## Ocenění
- 1954 Cena Fromm Music Foundation, Chicago (za Missa brevis)
- 1957 Cenas města Mnichov za kulturu
- 1958 Stipendium Deutsche Akademie Rom Villa Massimo
- 1965 Prix Italia (za Une leçon de français)
- 1965/66 Stipendium Villa Massimo
- 1970 Stipendium Cité des Arts, Paříž
- 1974 Cena Rostrum of Composers, Paříž (za Sinfonia 1)
- 1972 Řádný člen Bavorské akademie krásných umění
- 1980 Řádný člen Akademie umění Berlín
- 1990 Hindemithova cena
- 1993 Bavorský Maximilianův řád za vědu a umění
- 1994 Hornobavorská kulturní cena
- 2003 Hudební cena Landeshauptstadt München
- 2010 Hudební cena Nadace Christopha a Stephana Kaske

## Dílo (výběr)

### Jevištní díla
- La Buffonata, balet-opera (libreto Tankred Dorst, 1959/60
- La Tragedia di Orfeo, balet (podle La Fabula di Orpheo Angela Poliziana, 1960/61)
- Yolimba oder Die Grenzen der Magie (libreto Tankred Dorst a skladatel, 1965)
- Une leçon de français (Hudební scény pro dva vypravěče, smíšený sbor, dechové a bicí nástroje a kontrabas

### Vokální skladby
- Missa brevis (1953) sbor a cappella
- Acht Shakespeare-Lieder (1955) pro tenor hudební soubor
- Geistliche Hymnen und Gesänge (1964) pro šestihlasý smíšený sbor podle Jeana Racina
- Drei Gesänge podle Hölderlina (1965) pro baryton a klavír
- Antiphone (1967) pro baryton, orchestr a malý mužský sbor)
- Tamquam sponsus (1974) pro soprán a komorní soubor na text žalmu 23
- Französisches Liederbuch (1979/80) pro soprán, barytone a komorní soubor
- Hölderlin-Lieder pro tenor a orchestr

### Orchestrální skladby
- Konzert (1955) pro klavír a orchestr
- Divertissement (1957) pro orchestr
- Sinfonia I: Fogli (1968)
- Sinfonia II: Ricordanze (1968/69)
- Fin al punto (1970) pro smyčcový orchestr
- Sinfonia III: Menschen-Los (1972/73, revise 1988)
- Nachtgedanken (1973) pro orchestr
- Jugendzeit (1977), symfonická báseň
- Überstehen und Hoffen (1977/78), symfonická báseň
- Verschüttete Zeichen, symfonická báseň (1977/78)
- Im Freien, symfonická báseň (1980)
- Orchester-Melodien (2004)
- Dithyramben (2006) pro orchestr

### Komorní hudba
- Kammermusik (1957) pro jazzové nástroje (1958)
- Führe mich, Alter, nur immer in deinen geschnörkelten Frühlings-Garten! Noch duftet und taut frisch und gewürzig sein Flor (podle Eduarda Mörike, 1974) pro komorní soubor
- 8 Bagatelles pro violoncello a klavír

### Filmová hudba
- Nikolaikirche (TV film, 1995)
- Dorothea Merz (TV film, 1976)
- Die Gräfin von Rathenow (TV film, 1973)
- Land (TV film, 1972)
- Die Reisegesellschaft (TV film, 1968)
- Gino (1960)